# 張廣然
張廣然（Chang Kwong Yin） ，生於香港，香港足球運動員，司職前鋒，現時效力香港超級聯賽球會東方。

## 球員生涯
2023年7月，張廣然從傑志外借加盟深水埗足球隊。2023/24年度賽季，他當選成為球隊「最佳U22球員」。
2024年7月，張廣然加盟標準流浪。
2025/26球季，張廣然加盟港超聯球會東方。

## 外部連結
- 香港足球總會網站球員註冊資料